# Rolf Husberg
John Rolf Husberg, född 20 juni 1908 i Kungsholms församling i Stockholm, död 2 november 1998 i Oscars församling i Stockholm, var en svensk regissör, filmfotograf, manusförfattare och skådespelare. Han hade också uppdrag som klippare, fotograf, B-fotograf, fotoassistent, regiassistent m.m. 

## Biografi
Husberg började intressera sig för film då han medverkade som statist i filmen Karl XII 1925. Efter att ha utbildat sig till ingenjör och gått en fotografikurs anställdes han 1929 av Svensk Filmindustri som assistent till Julius Jaenzon vid inspelningen av Sveriges första ljudfilm, Säg det i toner. De följande tio åren kom han att arbeta som B-foto, klippare och regiassistent på en mängd filmer.
Husbergs första långfilmsregiuppdrag som regissör var Kan doktorn komma? (1942), som blev en stor framgång. Han fick ett större genombrott 1945 med Barnen från Frostmofjället och gjorde den första filmatiseringen av Astrid Lindgrens böcker (Mästerdetektiven Blomkvist, 1947). Han blev något av en expert på barnfilmer, men kom också att göra vildmarksfilmer och thrillers.
Husberg var från 1945 gift med skådespelaren Ninni Löfberg med vilken han fick tre barn, bland annat Ted Husberg, barnskådespelare i filmerna Laila (1958) samt Luffaren och Rasmus (1955). Han är morfar till Äntligen-hemma-snickaren Lee Christiernsson.
Rolf Husberg är gravsatt i minneslunden på Norra begravningsplatsen utanför Stockholm.

## Filmografi (i urval)
Efter Svensk Filmdatabas:

### Regi
- 1939 – Midnattssolens son
- 1942 – Kan doktorn komma?
- 1945 – Barnen från Frostmofjället
- 1946 – Kärlek och störtlopp
- 1946 – Djurgårdskvällar
- 1947 – Mästerdetektiven Blomkvist
- 1948 – Hjältar mot sin vilja
- 1948 – Du har blivit krigsman
- 1949 – Havets son
- 1949 – Sampo Lappelill (med Stig Wesslén)
- 1950 – Anderssonskans Kalle
- 1951 – Biffen och Bananen
- 1953 – Mästerdetektiven och Rasmus
- 1953 – All jordens fröjd
- 1954 – Flottans glada gossar
- 1955 – Luffaren och Rasmus
- 1956 – Moln över Hellesta
- 1956 – Främlingen från skyn
- 1957 – Räkna med bråk
- 1958 – Laila
- 1958 – Kostervalsen
- 1965 – Arken

### Filmmanus
- 1939 – Oss baroner emellan
- 1945 – Barnen från Frostmofjället
- 1949 – Sampo Lappelill
- 1949 – Havets son
- 1953 – Mästerdetektiven och Rasmus
- 1956 – Moln över Hellesta
- 1956 – Främlingen från skyn
- 1958 – Laila
- 1965 – Arken